# 北京大学地球与空间科学学院
北京大學地球与空间科学學院是北京大學的一個學院，简称地空，成立于2001年10月26日。

## 歷史
- 1909年，京师大学堂设地质学门（1919年改称地质学系），开创了中国高等教育分专业教育的先河。章鸿钊、翁文灏、王烈、丁文江、李四光等曾在此任教。
- 1952年，全国范围院系调整，北京大学地质学系与清华大学、天津大学、唐山铁道学院的相关系科合并成立了北京地质学院，后来逐渐演变为今天的中国地质大学。
- 1956年，中国第一个地球物理专业在北京大学设立。
- 1959年1月，北京大学地球物理系成立。
- 1983年，北京大学遥感所成立。
- 2001年6月，北京大學原北大地质学系、地球物理学系(固体地球物理学专业、空间物理学专业)、北大遥感所(包括城市与环境学系的地理信息系统)强强联合，成立了北京大学地球与空间科学学院。[1]
- 2009年5月，北京大学地质学系建系100周年庆典大会隆重举行，百年来，地质系毕业生中有50多人当选为两院院士，其中刘东生院士曾获得国家最高科学技术奖。[2]
- 2011年10月，北京大学地球与空间科学学院举办建院十周年庆典。
- 2013年11月，北京大学遥感所举办建所30周年庆典。

## 專業設置
北京大學地球與空间科學學院由地質學系、地球物理學系之固體地球物理學專業及空間物理學專業、原城市與環境學系（現城市與環境學院）之地理資訊系統（GIS)專業和遙感所等部分組成。現有
- 地質學系、地球物理學系、空間資訊科學與技術系3系
- 六个本科专业：地质学、地球化学、固体地球物理学、空间科学与技术、地理信息系统、天体生物学
- 三个一级学科博士、硕士授权点
- 四个(地质学、地球物理学、地理学、测绘学)博士后流动站。
- 教授51人，其中中科院院士7名，长江特聘教授5名。

## 外部連結
- 北京大學地球与空间科学學院 （页面存档备份，存于）